# Іткучуково
Іткучу́ково (рос. Иткучуково, башк. Эткөсөк) — присілок у складі Мелеузівського району Башкортостану, Росія. Входить до складу Абітовської сільської ради.
Населення — 235 осіб (2010; 286 в 2002).
Національний склад:
- башкири — 100%